# Droga wojewódzka nr 237
Droga wojewódzka nr 237 (DW237) – droga wojewódzka w województwie  pomorskim i kujawsko-pomorskim o długości 50 km, łącząca Czersk przez Tucholę i Gostycyn z miejscowością Mąkowarsko, leżącą przy krajowej „dwudziestcepiątce”. Droga przebiega przez tereny trzech powiatów: chojnickiego (gmina: Czersk), tucholskiego (gminy: Tuchola i Gostycyn) oraz bydgoskiego (gmina Koronowo).

## Miejscowości przy trasie
- Czersk
- Legbąd
- Wielka Komorza
- Kiełpin
- Tuchola
- Łyskowo
- Gostycyn
- Pruszcz
- Mąkowarsko